# أحمد أردوغان (كرة سلة)
أحمد أردوغان (بالتركية: Ahmet Erdoğan)‏ مواليد 24 أكتوبر 1986 في قونية، هو لاعب كرة سلة تركي. بدأ مسيرته الاحترافية في سنة 2006. يحمل الرقم 13. يبلغ طوله 6 قدم 1.50 بوصة (1.9 م). لعب مع أوياك رينو ونادي كارشياكا لكرة السلة.